# Пинчук, Николай Иванович
Никола́й Ива́нович Пинчу́к (укр. Микола Іванович Пінчук; 25 июля 1946, Тихорецк, СССР) — советский футболист, защитник.
Большую часть карьеры провёл в ворошиловградской «Заре». В её составе стал чемпионом СССР 1972 года.
Финалист Кубка СССР 1974, 1975
За сборную СССР провёл одну игру 29 июня 1972 года против Уругвая.
В июле 2018 года почта Луганской Народной Республики выпустила марку с портретом Н. Пинчука. Марка входит в блок марок «Финал Чемпионата мира по футболу».
Сын Константин — также футболист.